# Крушение понтонного моста в Белославе
Крушение понтонного моста в Белославе (Болгария, Варненская область) произошло вечером 7 ноября 1978 года. Пешеходный понтонный мост в результате перегрузки перевернулся и люди упали в холодную воду. В инциденте погибли 65 человек.

## Предыстория
В конце 1950-х годов в районе села Девня недалеко от Белославского озера началось масштабное индустриальное строительство, одновременно строили и жилые кварталы. В 1969 году Девня получила статус города, а к концу 1970-х годов девненский промышленный комплекс производил до 20 % продукции химической промышленности Болгарии. Здесь выпускали цемент, кальцинированную соду, азотные удобрения, а также химическое сырьё для других видов производств. Крупный комплекс нуждался в транспортной инфраструктуре, способной обработать большое количество грузов. Для этого в Белославском озере в районе устья реки Девни построили грузовые пристани — западный терминал порта Варна, а узкий и мелкий канал, соединяющий Варненский залив, Варненское и Белославское озёра, расширили и углубили, превратив в судоходный.

Понтонный мост через судоходный канал в селе Белослав

В ходе дноуглубительных работ был снесён старый каменный мост в селе Белослав, расположенном между Варной и Девней. По одну сторону канала оказались железнодорожный вокзал и шоссе, а по другую — на южном берегу — жилые дома. Вместо моста берега соединили временной понтонной переправой. Узкий и нестабильный 150-метровый понтонный мост обслуживали матросы на катерах. В их задачу входило открывать путь для проходящих вверх и вниз по течению грузовых судов, а после их пропуска вновь соединять секции моста и следить за порядком на переправе. В середине 1970-х годов через канал пустили небольшой паром, который перевозил группы людей и автомобили, при этом вопреки рекомендациям специалистов понтонную переправу не сняли, оставив её для единичных пешеходов.

## Катастрофа
7 ноября в Болгарии праздновали два события: государственный праздник День Октябрьской революции и православный праздник Димитров день (болг. Димитровден) по старому стилю. В этот день в Белославе устраивали традиционное многолюдное мероприятие, куда собирались выходцы из села. Тысячи жителей региона целыми семьями, с маленькими детьми, приехали в Белослав на пикник после праздничной демонстрации. Когда день, проведённый за едой, питьём и весельем, закончился, гости из Варны, которым завтра с утра нужно было идти на работу, заторопились, чтобы успеть на поезд, совершавший дополнительный рейс в Варну специально по случаю праздничного дня.
Сотни отдыхающих одновременно собрались у моста, толпа на берегу стремительно росла, но переправа закрылась, чтобы пропустить танкер. В этот момент к вокзалу подошёл поезд. В ожидавшей толпе поднялось негодование. Несколько подвыпивших мужчин оттолкнули охрану и подняли ограждающие барьеры, вынудив матросов на катере вновь соединить крылья моста. Бегущая толпа разом хлынула на мост, понтонная конструкция под тяжестью толпы опустилась ниже уровня воды, закачалась и перевернулась. Около ста человек, в том числе женщины и дети, оказались в холодной воде в темноте. Люди были зажаты элементами конструкции понтона, запутались в леерах ограждений, были затоптаны бегущими людьми. Один человек пострадал от парома, участвовавшего в спасении. Двое впоследствии умерли в больнице в результате переохлаждения. Больше всего людей утонули, запертые под водой перилами моста.
Общее число жертв катастрофы по официальным данным составило 65 человек, хотя очевидцы полагают, что погибших было не менее трёхсот.
Знаменитый болгарский пловец-марафонец Добри Динев спас из воды 43 человека, рассказывают о героизме и других спасателей. Спасённым оказывали помощь жители близлежащих домов.

## Последствия

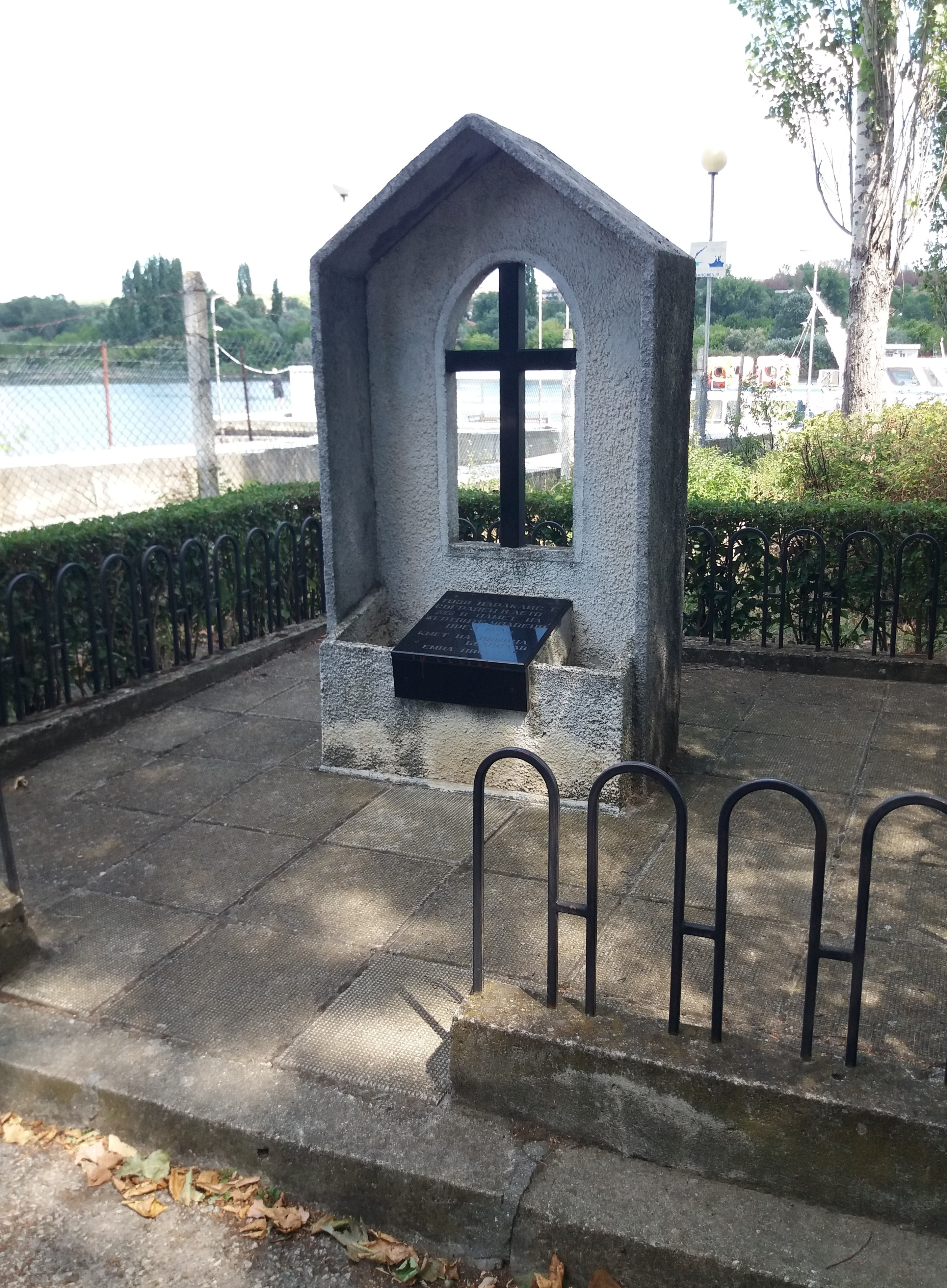
Мемориал в Белославе. Надпись на камне: «Этот параклис установлен в 2002 году в память о жертвах, утонувших в 1978 году. Кмет Эмил Дичев»

Работы по поиску погибших заняли двое суток, были задействованы команда из десяти водолазов и два плавающих крана. Сразу после трагедии понтонный мост демонтировали.
Уголовное дело по факту катастрофы рассматривалось в Варненском окружном суде в закрытом заседании, данные дела были засекречены. Два матроса, под нажимом пьяной толпы соединившие понтонный мост, были приговорены к трём годам заключения. Трое водолазов из команды, занимавшейся розыском тел погибших, были уволены за мародёрство. Никто из руководителей администрации Белослава к ответственности не привлекался. По словам Н. Герчева, руководившего спасательной операцией, следственные органы возлагали ответственность за трагедию на руководство морского порта, в то время как именно местная администрация и милиция обязаны были обеспечить порядок на массовом мероприятии.
В Белославе, на южном причале паромной переправы, функционирующей и в наше время, сооружён мемориал в память о событиях 7 ноября 1978 года.